# 4891 Блага
(4891) Блага (на английски: Blaga) е астероид от главния астероиден пояс.
Открит е от Владимир Шкодров и Виолета Иванова в Националната астрономическа обсерватория на връх Рожен (в Родопите) на 4 април 1984 г.
Носи името на поетесата Блага Димитрова.